# Pettoranello del Molise
Pettoranello del Molise är en ort och kommun i provinsen Isernia i regionen Molise i Italien. Kommunen hade 441 invånare (2018).